# Đài Á Châu Tự Do
Đài Á Châu Tự Do (tên khác: RFA Tiếng Việt, Đài Châu Á Tự Do; tiếng Anh: Radio Free Asia, viết tắt: RFA) là một đài phát thanh tư nhân phi lợi nhuận có trụ sở chính tại Hoa Kỳ và được chính phủ Hoa Kỳ tài trợ nhằm phát sóng các chương trình phát thanh; cung cấp thông tin, tin tức và bình luận trực tuyến cho khán giả tại châu Á. Hoạt động với mục đích giúp những người theo dõi có thể tiếp cận các tin tức độc lập, không bị kiểm duyệt cho một số quốc gia ở châu Á có môi trường truyền thông, tự do báo chí và tự do ngôn luận kém. RFA được tài trợ và hoạt động dưới sự giám sát bởi Cơ quan Truyền thông Toàn cầu Hoa Kỳ—USAGM (tên trước đây là Hội đồng Quản trị Phát thanh và Truyền hình Hoa Kỳ—BBG), một cơ quan độc lập của chính phủ Hoa Kỳ nhưng họ phủ nhận rằng bản thân không chịu sự quản lý của chính phủ Hoa Kỳ và các thành viên của họ không có quan hệ mật thiết nào với chính phủ nước này.
Đài Á Châu Tự Do được thành lập dựa trên các nguyên tắc của Đạo luật Phát thanh Quốc tế năm 1994 với mục đích đã nêu là "thúc đẩy các giá trị dân chủ và nhân quyền", mục tiêu ban đầu của RFA nhằm đối địch với các nỗ lực tuyên truyền của Đảng Cộng sản Trung Quốc, cũng như cung cấp các thông tin truyền thông về chính phủ Bắc Triều Tiên. Chương trình đầu tiên của Đài Á Châu Tự Do được phát sóng bằng tiếng Quan Thoại ngày nay đã được mở rộng với 9 thứ tiếng ở châu Á.

## Lịch sử

### Giai đoạn đầu
Đầu thập niên 1950, với những căng thẳng đang gia tăng của cuộc Chiến tranh Lạnh, chính phủ Hoa Kỳ cần một cơ quan vận động chính trị nhằm đối chọi lại Chủ nghĩa cộng sản ở châu Á. Do đó vào năm 1951, Cơ quan Tình báo Trung ương (CIA) quyết định cho thành lập thành lập "Ủy ban Châu Á Tự do" (Committee for Free Asia), có trụ sở chính tại San Francisco, Hoa Kỳ và đồng thời cho phát sóng các chương trình của "Đài phát thanh châu Á tự do" (tiền thân của Đài Á Châu Tự Do- RFA sau này) trên khắp Trung Quốc đại lục và Đông Nam Á thông qua các trạm phát sóng ở Manila, Dhaka, Pakistan (ngày nay là Bangladesh) và Karachi, với văn phòng chính tại Tokyo, Nhật Bản. Sau khi phát sóng, CIA nhận thấy rằng Trung Quốc đại lục có rất ít máy radio thu vô tuyến cá nhân, vì vậy họ đã thiển khai kế hoạch ứng phó đó là sử dụng những quả khinh khí cầu bay từ đảo Đài Loan mang theo những chiếc đài thu thanh nhỏ được điều chỉnh để người dân người dân Trung Quốc có thể sử dụng. Nhưng kế hoạch này đã bị hủy bỏ vì những quả khinh khí cầu này thường bị gió thổi trở lại Đài Loan và không thể tới nơi. Cuối cùng các chương trình phát sóng bị dừng hẳn vào năm 1955 sau khoảng thời gian hoạt động kém hiệu quả.

### Tái thành lập và đổi mới
Mãi cho đến đầu thập niên 90, ở Trung Quốc đại lục ngày càng gia tăng các cuộc đàn áp dân chủ nhất là sau Sự kiện Thiên An Môn vào năm 1989. Thấy được sự cấp bách của vấn đề này dân biểu của Hạ viện Hoa Kỳ John Porter đã đề xuất ý tưởng hình thành đạo luật về phát thanh nhằm tìm cách tạo ra một tổ chức để thúc đẩy các giá trị dân chủ và nhân quyền ở châu Á hoạt động theo mô hình của Đài Âu Châu Tự Do. Vào tháng 10 năm 1991, Ủy ban Đối ngoại Thượng viện Hoa Kỳ lần đầu tiên đề xuất và thông qua đề xuất "thành lập một đài phát thanh dành riêng cho Trung Quốc đại lục", đồng thời quyết định lập một ủy ban đặc biệt để nghiên cứu tính khả thi của đề xuất này. Tháng 8 năm 1992, ủy ban đã đệ trình lên Quốc hội Hoa Kỳ và Tổng thống một báo cáo khả thi về việc thành lập "Đài Trung Quốc Tự do", và đã được thông qua. Nhưng sau đó, chính phủ Hoa Kỳ đã không sử dụng cái tên "Đài Trung Quốc Tự do" vì ngoài việc chủ yếu nhắm vào Trung Quốc đại lục, đài còn bao gồm một số quốc gia khác ở Đông Bắc Á và Đông Nam Á..
Được tái lập lại như một tổ chức tư nhân vào tháng 3 năm 1996, Đài Á Châu Tự Do đã bắt đầu phát thanh trở lại từ tháng 9 năm 1996. Cần chú ý, tổ chức mới này không có liên quan gì đến tổ chức RFA cũ từ những năm thập niên 50.
Hiện nay, Đài Á Châu Tự Do phát thanh bằng 9 thứ tiếng thông qua các sóng ngắn và mạng Internet. Lần phát thanh đầu tiên là bằng tiếng Quan thoại và đây là chương trình công phu nhất của Đài khi được phát thanh 12 tiếng mỗi ngày. Đài Á Châu Tự Do cũng phát thanh bằng tiếng Quảng Đông, tiếng Tây Tạng, tiếng Duy Ngô Nhĩ, tiếng Miến Điện, tiếng Việt, tiếng Lào, tiếng Khmer và tiếng Triều Tiên (đến Cộng hòa Dân chủ Nhân dân Triều Tiên).
Theo Đạo luật Phát thanh Quốc tế (International Broadcasting Act) được Quốc hội Hoa Kỳ thông qua năm 1994, Đài Á Châu Tự Do sau đó đã chính thức trở thành một tập đoàn tư nhân phi lợi nhuận. Đài Á Châu Tự Do được tài trợ bởi một quỹ hàng năm của Liên bang do Hội đồng quản trị Phát thanh điều hành (Broadcasting Board of Governors hay BBG). Hội đồng quản trị này có quyền hành như ban giám đốc của Đài Á Châu Tự Do, trao và giám sát quỹ cho Đài Á Châu Tự Do. BBG là một cơ quan của Chính phủ Hoa Kỳ và đã bắt đầu đi vào hoạt động kể từ tháng 10 năm 1999.

### Danh sách chủ tịch
| Tên                    | Nhiệm kỳ                        |
| ---------------------- | ------------------------------- |
| Richard "Dick" Richter | 1996–29 háng 7, 2005            |
| Libby Liu              | Tháng 9,, 2005–Tháng 11, 2019   |
| Bay Fang               | 20 tháng 12, 2019–June 2020     |
| Stephen J. Yates       | Tháng 12, 2020–22 tháng 1, 2021 |
| Bay Fang               | Tháng 1, 2021–nay               |

## Mục đích hoạt động
RFA hoạt động nhằm thúc đẩy và nâng đỡ tự do và dân chủ bằng việc phát thanh các thông tin và tin tức chính xác, khách quan về Hoa Kỳ và thế giới đến người theo dõi. Đài Á Châu Tự Do phát thanh tin tức và thông tin tới những người ở các quốc gia châu Á mà ở đó những thông tin thiếu tường thuật đầy đủ, cụ thể, khách quan và cân bằng từ truyền thông trong nước qua phát thanh và chương trình gọi điện thoại vào, hướng đến mục tiêu là san lấp một lỗ hổng lớn trong đời sống của người dân khắp châu Á."
Đạo luật Phát thanh Quốc tế của Hoa Kỳ năm 1994 (PL 103-236, Mục III) có nêu rõ ràng về sứ mệnh của Đài Á Châu Tự Do: "Việc tiếp tục phát thanh quốc tế như hiện có của Hoa Kỳ, và việc thành lập dịch vụ phát thanh mới đến người dân của Cộng hòa Nhân dân Trung Hoa và các quốc gia Châu Á khác, là những người thiếu nguồn thông tin và lý tưởng tự do, sẽ nâng cao sự thăng tiến thông tin và lý tưởng, cùng với đó thúc đẩy mục tiêu chính sách ngoại giao của Hoa Kỳ."

## Thông tin kênh phát sóng
| Thông tin kênh phát sóng (Kênh 1, 2, 3, 4) | Thông tin kênh phát sóng (Kênh 1, 2, 3, 4) | Thông tin kênh phát sóng (Kênh 1, 2, 3, 4) | Thông tin kênh phát sóng (Kênh 1, 2, 3, 4) |
| Ngôn ngữ                                   | Đối tượng                                  | Ngày phát sóng đầu tiên                    | Thời lượng phát sóng hàng ngày             |
| ------------------------------------------ | ------------------------------------------ | ------------------------------------------ | ------------------------------------------ |
| Mandarin                                   | Trung Quốc                                 | Tháng 9, 1996                              | 24/24h, hơn 3 kênh                         |
| Tibetan                                    | Tibet Autonomous Region Qinghai            | Tháng 12, 1996                             | 23/24h, 1 kênh                             |
| Tiếng Burmese                              | Myanmar                                    | Tháng 2, 1997                              | 8/24h, hơn 3 kênh                          |
| Tiếng Việt                                 | Việt Nam                                   | Tháng 2, 1997                              | 8/24h, hơn 2 kênh                          |
| Tiếng Hàn                                  | Triều Tiên                                 | Tháng 3, 1997                              | 9/24h, 1 kênh                              |
| Cantonese                                  | Guangdong Guangxi Hong Kong Macau          | Tháng 5, 1998                              | 7/24h, hơn 2 kênh                          |
| Tiếng Lào                                  | Lào                                        | Tháng 8, 1997                              | 5/24h, 1 kênh                              |
| Tiiếng Khmer                               | Campuchia                                  | Tháng 9, 1997                              | 5/24h, 1 kênh                              |
| Uyghur                                     | Xinjiang                                   | Tháng 12, 1998                             | 6/24h, 1 kênh                              |

## Phá sóng và ngăn mạng

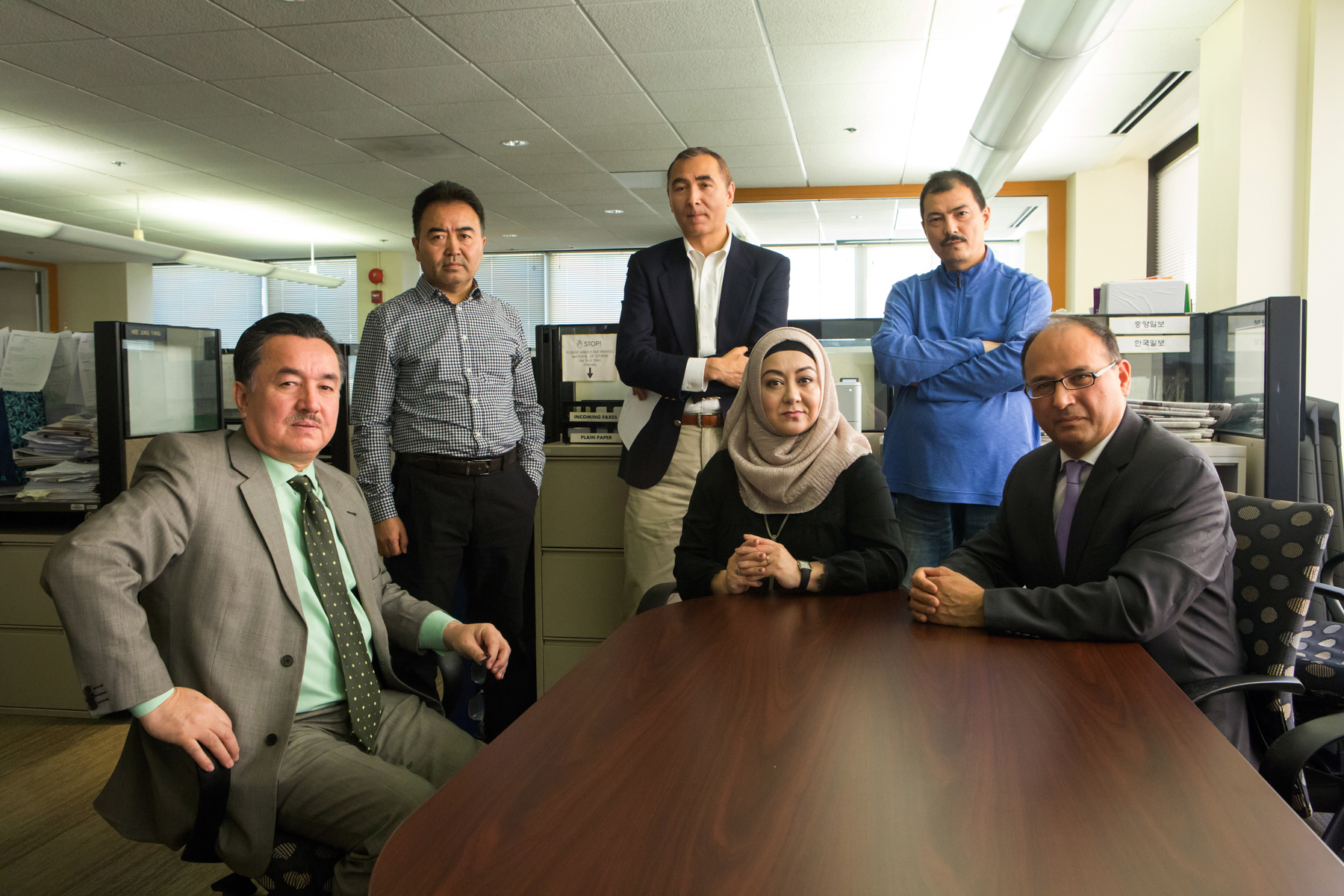
6 nhà báo người Duy Ngô Nhĩ của Đài Á Châu Tự Do (2018).

Kể từ khi đài bắt đầu phát thanh năm 1996, Chính phủ Trung Quốc đã liên tục có hành vi phá sóng phát thanh của Đài Á Châu Tự Do.
Ba thông tín viên của Đài Á Châu Tự Do đã bị từ chối nhập cảnh vào Trung Quốc để tường trình về chuyến viếng thăm của Tổng thống Hoa Kỳ Bill Clinton vào tháng 6 năm 1998. Tòa Đại sứ Trung Quốc tại Washington D.C. ban đầu đã cấp thị thực nhập cảnh cho cả ba nhưng sau đó xét lại chỉ không lâu trước khi Tổng thống Clinton rời Washington trên đường đến Bắc Kinh. Nhà Trắng và Bộ Ngoại giao Hoa Kỳ đã đưa ra lời than phiền với Chính phủ Trung Quốc về vấn đề này nhưng đến cuối cùng các thông tín viên vẫn không đi được.
Chương trình phát thanh của Đài Á Châu Tự Do vào Việt Nam cũng bị phá sóng kể từ khi bắt đầu. Quốc hội Hoa Kỳ đã đề xuất ra nhiều đạo luật liên quan đến nhân quyền tại Việt Nam nhằm tạo ngân quỹ để chống các biện pháp phá sóng Đài Á Châu Tự Do của Chính phủ Việt Nam. Nghiên cứu của dự án OpenNet Initiative, chuyên quan sát việc kiểm soát Internet của các chính quyền trên Internet, đã cho thấy phần tiếng Việt của website Á châu Tự do bị cả hai nhà cung cấp dịch vụ Internet tại Việt Nam ngăn vào, trong khi phần tiếng Anh chỉ bị một nhà cung cấp cấm.
Để đối đầu với các hiện tượng này, Đài Á Châu Tự Do đã đưa thông tin vào bằng cách tạo ăng ten chống phá sóng và đưa ra các chỉ dẫn về cách truy cập vào bằng proxy server trên website chính thức của họ.

## Nhận định
Các cơ quan ngôn luận của chính quyền Việt Nam như báo Công An Nhân Dân thường cho rằng RFA đã xuyên tạc, bóp méo sự thật tại các nước thuộc khối Xã hội chủ nghĩa ở châu Á, tổ chức các hoạt động bôi nhọ cá nhân, vu khống chính quyền, gây xói mòn lòng tin của dân chúng với chế độ, với chính quyền tại các nước nói trên..
Theo tạp chí National Review, chính phủ các nước có tinh thần bài Hoa Kỳ ở châu Á luôn cố gắng làm mất uy tín RFA và cho rằng nó không trung thực hoặc khách quan. Trang thoibao.de nhận xét rằng Nhà nước Việt Nam thường xem những cơ quan truyền thông như RFA, VOA, BBC là “chống cộng” hay “chống phá” Đảng và Nhà nước vì có nhiều bài viết về nhân quyền và chỉ trích Đảng Cộng sản mà truyền thông trong nước không được phép đề cập.

### Khen ngợi
Thượng nghị sĩ Chris Coons phát biểu trong lễ kỷ niệm 25 năm thành lập RFA: "Trong 25 năm qua, Đài phát thanh Á Châu Tự Do đã góp phần thúc đẩy quyền tự do ngôn luận cho các đối tượng là khán giả ở những môi trường thuyền thông bị kiểm duyệt và cản trở nặng nề bởi các chính phủ độc tài"; "RFA đóng vai trò quan trọng trong việc ghi nhận các hành động vi phạm nhân quyền và xâm phạm quyền công dân ở các quốc gia này, một thành tựu quan trọng và đáng kể khi các áp lực ngày càng tăng đối với ngành báo chí trên toàn thế giới. Tôi tự hào và khẳng định lại cam kết của Quốc hội trong việc ủng hộ tự do báo chí và mong muốn Đài Á châu Tự do tiếp tục theo đuổi sự khách quan, toàn vẹn của báo chí cùng với đó là duy trì uy tín trên trường quốc tế."
Cũng trong lễ kỷ niệm Thượng nghị sĩ Rob Portman nói: "Đài Á châu Tự do đã cung cấp các thông tin công bằng, khách quan cho các quốc gia nơi không có tự do báo chí. Công việc của họ có tầm quan trọng trong việc lật tẩy sự gian dối và tuyên truyền bởi các chính phủ độc tài. Tôi đánh giá cao những nỗ lực không ngừng nghỉ của họ nhằm đối chọi với các quốc gia áp đặt hệ thống độc tài toàn trị."
Nhà lãnh đạo dân chủ người Miến Điện Aung San Suu Kyi, từng đoạt giải Nobel Hòa bình năm 1991 nói: "Thực sự là nguồn lực to lớn cho chúng tôi khi biết rằng Đài Á châu Tự do được thành lập và phát sóng với sự công bằng, khách quan nhằm thể hiện quan điểm, ý chí của của thế giới nói chung và người dân Miến Điện nói riêng."

### Chỉ trích

#### Tại Hoa Kỳ
Catharin Dalpino thuộc Viện Brookings, người từng phục vụ trong Bộ Ngoại giao của Clinton với tư cách là phụ tá Phó Bộ trưởng đặc trách về nhân quyền, đã gọi Đài Á Châu Tự Do là "một sự lãng phí tiền bạc". Bà nói: "Bất cứ nơi đâu nếu chúng ta cảm thấy như đang có một kẻ thù tư tưởng, chúng ta sẽ có ngay một Đài gì đó mang tên "Tự do"". Dalpino cũng nói rằng bà đã đọc qua các bài viết phát thanh của Đài Á Châu Tự Do và thấy cách tường thuật của đài là không khách quan. "Họ dựa quá nặng vào các tường thuật và về các người bất đồng chính kiến sống lưu vong. Nó không giống là tường thuật những gì đang xảy ra tại một quốc gia. Thường thường nó đọc giống như là một sách giáo khoa về dân chủ, điều đó cũng được, nhưng thậm chí đến cả một người Mỹ cũng sẽ nghĩ đó rất giống tuyên truyền.".

#### Tại Triều Tiên
Năm 2014, một bản tin của Đài Á Châu Tự Do đã hay tin rằng Triều Tiên đang sử dụng một đạo luật ép buộc sinh viên phải cắt tóc giống nhà lãnh đạo Kim Jong-un. Tuy nhiên, hãng tin AP khẳng định đây chỉ là "tin đồn giàu tính tưởng tượng". Hãng tin này phỏng vấn hàng loạt du khách từng đặt chân đến Bình Nhưỡng, họ nói không hề có dấu hiệu của "kiểu tóc Kim Jong-un" bị bắt buộc ở đây. Hướng dẫn viên du lịch Simon Cockerell của Koryo Tours, người chuyên đưa khách tham quan Triều Tiên cũng nói rằng: "chắc chắn không có đạo luật nào như thế, đây là sự bịa đặt" khi trả lời phỏng vấn của AP. AP nói rằng câu chuyện kiểu tóc ở Triều Tiên, cũng giống như hàng loạt những chuyện kỳ quái về Triều Tiên được truyền thông phương Tây đồn thổi, là trái với sự thật.

#### Tại Trung Quốc
Theo một bản báo cáo của Ban Nghiên cứu Quốc hội (Congressional Research Service) của Chính phủ Hoa Kỳ, các tờ báo Nhà nước của Trung Quốc đã có hàng loạt bài viết đưa tin rằng Đài Á Châu Tự Do là hoạt động phát thanh của Cục Tình báo Trung ương Hoa Kỳ.

#### Tại Việt Nam
Tháng 9 năm 2015, đài RFA đã hủy hợp đồng với nhà báo, blogger người Việt hải ngoại Lê Diễn Đức, sau một số bình luận trên Facebook của ông về thất bại của Việt Nam Cộng hòa và những nỗ lực khôi phục lại chế độ này. Trong bài viết, Lê Diễn Đức viết: "Cả hàng trăm ngàn quân lính trong tay, vũ khí xềnh xàng mà còn bị bộ đội Bắc Việt đánh cho tan tành, chạy chít chết, cuối cùng phải đầu hàng, thì vài chục người đi qua rừng núi Thái Lan dựng "chiến khu" với mục đích Đông Tiến, phục quốc chỉ là trò cười, ảo tưởng, chứ anh hùng cái nỗi gì". Bình luận của ông khiến đài RFA hủy hợp đồng và xóa mục bài của ông sau đó 1 ngày. Sau khi bị huỷ hợp đồng, ông Lê Diễn Đức cho rằng RFA có quyết định vậy là do "bị áp lực dư luận rất nặng nề".
Tháng 3 năm 2015, cơ quan ngôn luận của Đảng Cộng sản Việt Nam (báo Nhân Dân) đã đăng một bài báo với tiêu đề "Về một "thần tượng" rác rưởi", trong đó có nói rõ việc RFA đã thổi phồng các tin tức và đưa lên các trang tin, diễn đàn của các thế lực thù địch với Việt Nam nhằm mục đích lùng sục, tạo dựng tiếng tăm cho những kẻ chống phá đất nước. Trang báo này cũng cho rằng "qua chuyện Nah Sơn và sự tung hô của BBC, RFA,... có thể thấy nếu không tỉnh táo mà hoang tưởng, để bị kẻ xấu lôi kéo thì một người trẻ tuổi có thể sa ngã như thế nào. Cũng qua đây, BBC, RFA,... đã tự chứng tỏ sự bất chấp liêm sỉ của các cơ quan truyền thông này. Ðáng nói hơn, khi phải dùng đến những thứ rác rưởi để chống phá Việt Nam, thì BBC, RFA,... cũng đã tự chứng minh sự bất lực của họ."

## Những nhà báo của Đài Á Châu Tự Do bị giam

### Tại Việt Nam
Danh sách các cộng tác viên của Đài Á Châu Tự Do bị chính quyền Việt Nam giam cầm bao gồm:
- Nguyễn Văn Hóa: là cộng tác viên với Đài Á Châu Tự Do, chuyên cung cấp các video về những vụ biểu tình của người dân miền Trung khi phản đối công ty Formosa xả thải gây ô nhiễm môi trường vào năm 2016. Sáng ngày 27 tháng 11 năm 2017, Tòa Án Nhân Dân tỉnh Hà Tĩnh đã mở phiên tòa hình sự sơ thẩm xét xử công khai và tuyên 7 năm tù giam đối với Nguyễn Văn Hóa về tội "Tuyên truyền chống Nhà nước Cộng hòa xã hội chủ nghĩa Việt Nam". Theo cáo trạng, từ năm 2013 đến năm 2017, theo chính quyền Việt Nam Nguyễn Văn Hóa (SN 1995, quê xã Kỳ Khang, huyện Kỳ Anh) đã lập tài khoản cá nhân trên facebook nhằm trao đổi thông tin với một số đối tượng xấu; chia sẻ, phát tán các bài viết, video, hình ảnh có nội dung kích động, xuyên tạc sự thật, tuyên truyền các luận điệu phản động trái với đường lối, chính sách của Đảng và Nhà nước.[47][48][49][50][51];
- Blogger Trương Duy Nhất: sinh năm 1964, nổi tiếng với trang blog "Một góc nhìn khác", từng là cộng tác viên viết blog với Đài Á Châu Tự Do từ năm 2015 sau khi ông ra tù. Ông từng bị tuyên án 2 năm tù vào năm 2014 với cáo buộc lợi dụng các quyền tự do dân chủ xâm phạm lợi ích của Nhà nước, quyền và lợi ích hợp pháp của tổ chức, công dân. Ông bị bắt cóc khi đang ở Bangkok, Thái Lan hồi tháng 1 năm 2019. Đến ngày 20 tháng 3 cùng năm, gia đình ông cho biết công an xác nhận ông đang bị chính quyền Việt Nam giam giữ ở Hà Nội. Trong nhiều tháng kể từ khi bị bắt, ông vẫn không được tiếp xúc với gia đình và luật sư của mình.[47][48][52][53];
- Tiến sĩ Phạm Chí Dũng: sinh năm 1966 tại tỉnh Đồng Tháp, ông là Chủ tịch Hội Nhà báo Độc lập Việt Nam.[54] Ngày 21 tháng 11 năm 2019, ông bị Cơ quan An ninh điều tra Công an Thành phố Hồ Chí Minh khởi tố về tội "Làm, tàng trữ, phát tán hoặc tuyên truyền thông tin, tài liệu, vật phẩm nhằm chống Nhà nước Cộng hòa xã hội chủ nghĩa Việt Nam" theo Điều 117 - Bộ luật Hình sự năm 2015 (sửa đổi, bổ sung năm 2017) của nước Cộng hòa xã hội chủ nghĩa Việt Nam.[48][55][56][57][58][59][60][61][62][63].

### Tại Campuchia
- Phóng viên Uon Chhin: là cựu phóng viên của Đài Á Châu Tự Do, anh đã bị chính quyền Campuchia bắt vào tháng 11 năm 2017 sau một cuộc đột kích vào đêm khuya của một căn hộ mà người cũ thuê. Anh bị buộc tội cung cấp thông tin cho nước ngoài, có thể bị kết án tù từ 7 đến 15 năm.[64][65][66][67][68][69];
- Phóng viên Yeang Sothearin: cũng là cựu phóng viên của Đài Á Châu Tự Do, anh cùng với phóng viên Uon Chhin đều bị chính quyền Campuchia giam giữ kể từ tháng 11 năm 2017 sau một cuộc đột kích vào đêm khuya của một căn hộ mà người cũ thuê. Anh cũng bị buộc tội cung cấp thông tin cho nước ngoài và có thể bị kết án tù từ 7 đến 15 năm.[64][65][66][67][68][69].

## Giải thưởng
- Giải thưởng Báo chí Nhân quyền Hàng năm. 2000,[70] 2005,[71] 2006,[72] 2007.[73] Tổ chức Ân xá Quốc tế, Hội Nhà báo Hồng Kông, Câu lạc bộ Thông tín viên Ngoại quốc tại Hồng Kông;
- Giải thưởng Hoạt động Quốc tế, 2005, Quỹ Gleitsman;[cần dẫn nguồn]
- Giải thưởng Edward R. Murrow Quốc gia, 2019.[74]

## Thông tin phát thanh
| Thông tin phát thanh | Thông tin phát thanh                       | Thông tin phát thanh | Thông tin phát thanh        |
| Ngôn ngữ             | Quốc gia                                   | Ngày bắt đầu         | Số giờ phát thanh hàng ngày |
| -------------------- | ------------------------------------------ | -------------------- | --------------------------- |
| tiếng Miến Điện      | Miến Điện                                  | tháng 2 năm 1997     | 8 tiếng                     |
| tiếng Quảng Đông     | Quảng Đông · Quảng Tây · Hồng Kông · Macao | tháng 5 năm 1998     | 7 tiếng                     |
| tiếng Khmer          | Campuchia                                  | tháng 9 năm 1997     | 5 tiếng                     |
| tiếng Hàn Quốc       | Bắc Triều Tiên                             | tháng 3 năm 1997     | 9 tiếng                     |
| tiếng Lào            | Lào                                        | tháng 8 năm 1997     | 5 tiếng                     |
| tiếng Quan thoại     | Cộng hòa Nhân dân Trung Hoa                | tháng 9 năm 1996     | 24 tiếng                    |
| tiếng Tây Tạng       | Khu tự trị Tây Tạng Tây Tạng               | Tháng 12 năm 1996    | 23 tiếng                    |
| tiếng Việt           | Việt Nam                                   | tháng 2 năm 1997     | 8 tiếng                     |
| tiếng Duy Ngô Nhĩ    | Tân Cương                                  | Tháng 12 năm 1998    | 6 tiếng                     |